# 26-й Северокаролинский пехотный полк
26-й Северокаролинский пехотный полк (англ. 26th North Carolina Infantry) представлял собой один из пехотных полков армии Конфедерации во время Гражданской войны в США. Полк известен тем, что понёс самые большие (в масштабах полка) потери среди всех полков, задействованных в Гражданской войне. Так же знаменит своим участием в штурме хребта Макферсона под Геттисбергом и участием в «атаке Пикетта» на 3-й день сражения.

## Формирование
20 мая 1861 года Северная Каролина вышла из состава Союза и присоединилась к Конфедерации. Генерал Джон Хук сразу призвал 30 000 человек для службы в армии Конфедерации. Для активизации призыва штат обещал 10 долларов каждому, кто запишется в армию. Первая рота 26-го полка была набрана в округе Мур в мае 1861 года. Остальные девять рот были набраны в соседних округах: Эш, Юнион, Уилкс, Уэйк, Чатем, Колдуэлл и Энсон. Каждая рота придумала себе прозвище. Первым командиром полка стал полковник Зебулон Вэнс. Гарри Бургвейн стал подполковником, Эбнер Кармайкл — майором.
- Рота A — (Jeff Davis Mountaineers) — округ Эш (бывшая рота D 22-го северокаролинского)
- Рота B — (Waxhaw Jackson Guards) — округ Юнион
- Рота C — (Wilkes Volunteers) — округ Уилкс
- Рота D — (Wake Guards) — округ Уэйк
- Рота E — (Chatham Independent Guards) — округ Чатем
- Рота F — (Hebriten Guards) — округ Колдуэлл
- Рота G — (Chatham Boys) — округ Чатем
- Рота H — (Moore Independent) — округ Мур
- Рота I — (Caldwell Guards) — округ Колдуэлл
- Рота K — (Pee Dee Wild Cats) — округ Энсон

В апреле 1862 года около двух недель в полку инкогнито служила женщина. Малинда Блэйлок (Притчард) пришла в роту добровольцем вместе со своим мужем Китом Блэйлоком. Она записалась в роту F как Самуэль Блэлок, и когда Кит Блэйлок был списан по болезни, она сообщила полковнику Вэнсу правду и покинула полк вместе с мужем. Впоследствии Кит и Малинда Блэйлоки присоединились к федеральным рейдерам на западе Северной Каролины.

## Боевая история

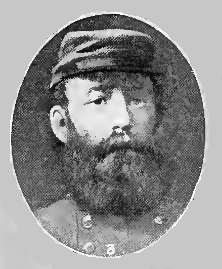
Полковник Джон Лейн

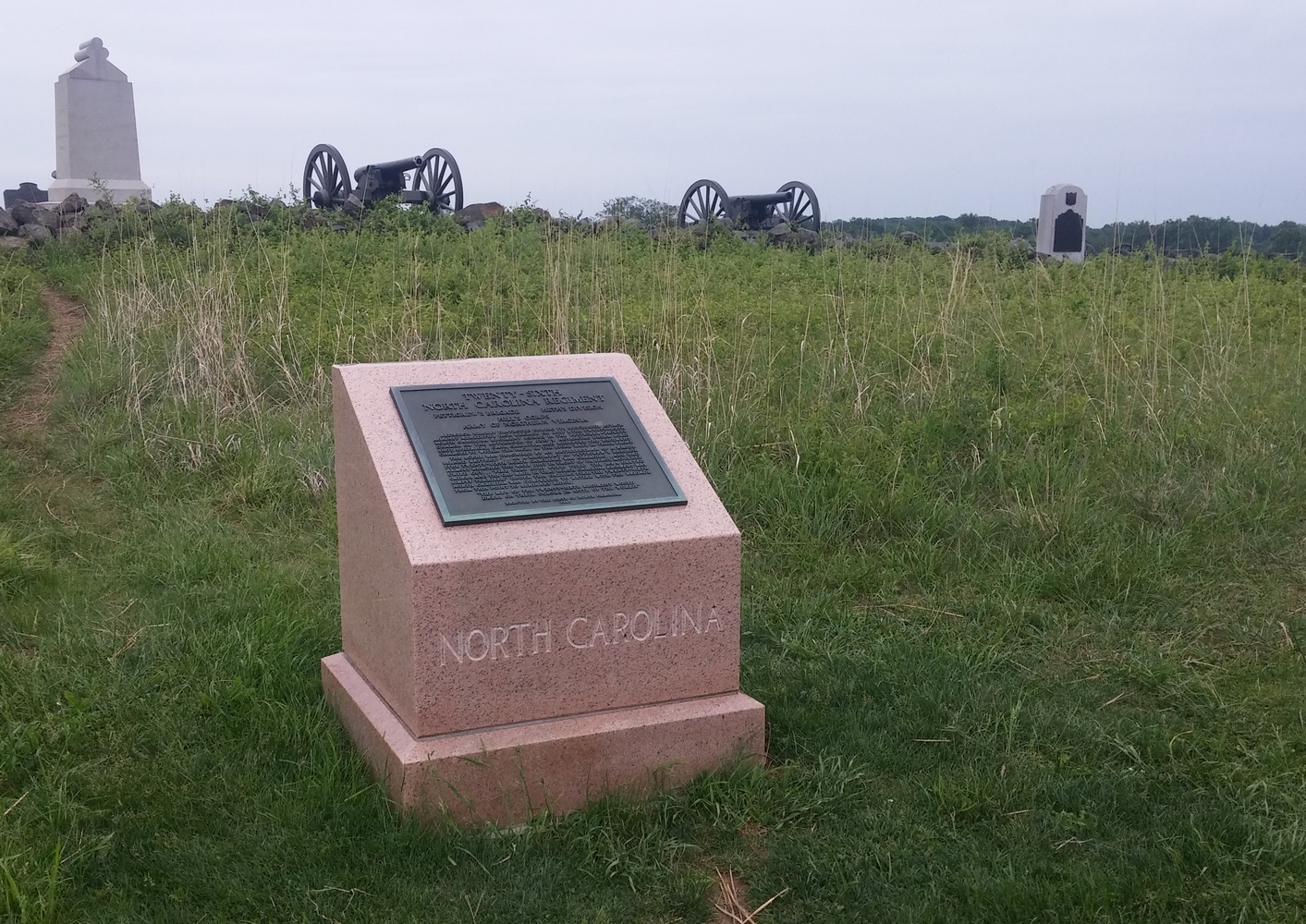
Монумент 26-го Северокаролинского на участке атаки Пикетта

2 сентября 1861 года полк покинул Роли и был направлен защищать Форт-Макон. Всю зиму полк простоял в лагере у форта Макон, сильно страдая от эпидемий, а в феврале, когда федеральная армия высадилась на побережье, полк был направлен к Нью-Берну и вместе с 7-м, 27-м, 33-м, 35-м и 37-м северокаролинскими полками был сведён в бригаду Лоуренса Брэнча.
Полк впервые был введён в бой в ходе сражения при Нью-Берне, где погиб майор Кармайкл. После сражения полк вместе с 23-м Северокаролинским отступил к Кинстону. Под Нью-Берном полк потерял 5 человек убитыми, 10 ранеными и 72 пропавшими без вести. 17 марта была сформирована бригада Роберта Рэнсома, куда вошёл 26-й, а также 24-й, 25-й, 35-й, 48-й и 49-й Северокаролинские полки. Эта бригада потратила некоторое время на тренировки, а 20 июня была направлена к Ричмонду, для участия в кампании на полуострове. Ещё до этого, в начале мая, полк прошёл реорганизацию, но полковник и подполковник сохранили свои места.
Под Ричмондом бригада Рэнсома стала частью дивизии генерала Хьюджера.
В августе 1862 года Зебулон Вэнс был выбран губернатором Северной Каролины, и командование полком перешло к полковнику Генри Бургвейну. Весной 1863 года полк вместе со всей бригадой Джонстона Петтигрю был направлен на север и присоединился к Северовирджинской армии, где стал не только самым крупным полком, но и наиболее тренированным. Бригада Петтигрю с мая 1863 года числилась в дивизии Генри Хета, в III корпусе.